# Suzanne Demars
Pour les articles homonymes, voir Demars.
Suzanne Demars, née le 29 août 1892 à Paris 6e et morte le 27 juin 1979 à Hennebont, est une actrice de théâtre et de cinéma et romancière française.

## Biographie
En 1906, à l'âge de 14 ans, Suzanne Demars interprète un des deux rôles principaux dans Si jeune, une comédie d'Albert Lambert père, au Cercle militaire.
Élève au Conservatoire de musique et de déclamation à Paris à partir de 1909, elle est engagée par le directeur belge Paul Jorge au théâtre des Variétés d'Anvers pour la saison 1911-1912,.
Elle épouse Carl Peters, le 23 mai 1916 à Paris 12e.
En 1919, lorsqu'elle joue, au théâtre Hébertot, le rôle de l'aiguille dans Le Tour du Cadran, comédie de Fernand Nozière, la revue Le Rire déclare qu'« on ne s'est pas ennuyé une seconde au tic-tac de sa jolie voix. ».
En 1922, elle fait partie de la troupe du Théâtre du Marais à Bruxelles fondée par Jules Delacre. Lorsque Le Marais vient au Vieux-Colombier à Paris pour y jouer des pièces de son répertoire, la revue Choses de théâtre  de novembre 1922 note que « Mlle Suzanne Demars [...] possédait déjà toute la maîtrise et un talent qui vient d'étonner très fort la critique parisienne ».
De 1925 à 1945, elle joue dans de nombreuses pièces mises en scène par Gaston Baty, principalement au Théâtre Montparnasse, mais également aux Célestins à Lyon. En octobre 1936, la revue Le Monde illustré, rendant compte de la pièce Madame Bovary, estime que Suzanne Demars, dans le rôle de la bonne d'Emma, « s'est montrée, à son habitude, vivante et simple ».
En dehors de sa longue carrière théâtrale (1912-1968), elle apparaît dans quelques films à la fin des années 1940 — dont Les Dernières Vacances,, de Roger Leenhardt et Le Point du jour, de Louis Daquin — ainsi qu'à la télévision dans la deuxième moitié des années 1950. 
Elle fait également du doublage de films étrangers, ainsi dans le film Peer Gynt, en 1938.
Elle a publié deux romans d'amour en 1936 et 1937.

## Théâtre
- 1906 : Si jeune, comédie d'Albert Lambert père, au Cercle militaire[14].
- 1912 : Celle qu'on adore, d'Albert Acremant, dans le rôle de Raymondine[15].
- 1912 : La Rampe, de Henri de Rothschild, dans le rôle de Charlotte[15].
- 1912 : La Robe rouge, d'Eugène Brieux, rôle non indiqué[15].
- 1912 : Le Maître de forges, de Georges Ohnet, dans le rôle de Baronne de Préfont[15].
- 1912 : L'Ingénu, comédie en cinq actes de Louis Fulda adaptée à la scène par Noël Retso, dans le rôle de Lisbeth[16].
- 1919 : Le Tour du Cadran, comédie en trois tableaux de Fernand Nozière, au théâtre des Arts, dans le rôle de l'aiguille du cadran[17],[18].
- 1920 : Les Quatre Coins, de Fernand Nozière, au théâtre des Arts[19],[20].
- 1924 : Alphonsine, de Paul Haurigot, en trois actes, mise en scène de Gaston Baty au théâtre du Vaudeville (Spectacle des Escholiers)[21].
- 1925 : L'étrange épouse du Professeur Stierbecke, une parade et trois actes d'Albert-Jean, mise en scène de Gaston Baty, au studio des Champs-Élysées, dans le rôle de Nora[22].
- 1925 : La Chapelle ardente, pièce en trois actes de Gabriel Marcel, mise en scène de Gaston Baty, au théâtre des Jeunes Auteurs[23].
- 1925 : Le plus bel homme de France, pièce en trois actes de Jean-Victor Pellerin, au théâtre Antoine (Spectacle des Escholiers)[24].
- 1926 : Le Tour du monde en quatre-vingts jours, pièce en cinq actes d'Adolphe Dennery et Jules Verne par la troupe du Châtelet, à l'Opéra de Tours.
- 1926 : L'Amour magicien, d'Henri-René Lenormand, au studio des Champs-Élysées[25].
- 1927 :  La Machine à calculer, spectacle en huit tableaux d'Elmer Rice, version française de Léonie Jean-Proix, mise en scène de Gaston Baty, au studio des Champs-Élysées[26].
- 1928 : Cris des Cœurs, spectacle en trois pièces de Jean-Victor Pellerin, mise en scène de Gaston Baty, au théâtre de l'Avenue[27].
- 1930 : Feu du ciel, au théâtre Pigalle[28].
- 1932 : Bifur, de Simon Gantillon, mise en scène de Gaston Baty, au théâtre Montparnasse[29].
- 1933 : Tête de rechange (reprise), de Jean-Victor Pellerin, au théâtre Montparnasse-Gaston Baty, première représentation publique le 24 janvier 19[30].
- 1933 : Crime et châtiment, vingt tableaux de F.-M. Dostoïevsky, adaptation et mise en scène par Gaston Baty, dans le rôle de Nastassia et celui de Catherine[31].
- 1935 : Prosper, de Lucienne Favre, mise en scène de Gaston Baty, au théâtre Montparnasse.
- 1935 : Hôtel des masques, pièce en dix tableaux d'Albert-Jean, mise en scène de Gaston Baty, au théâtre Montparnasse, dans le rôle de Marie-Thérèse, l'épouse résignée[32].
- 1936 : Madame Bovary, d'après Gustave Flaubert, mise en scène de Gaston Baty, au théâtre Montparnasse, dans le rôle de la fidèle bonne d'Emma.
- 1938 : Madame Capet, de Marcelle Maurette, mise en scène de Gaston Baty, création le 21 décembre 1937 au théâtre Montparnasse.
- 1938 : Dulcinée, de Gaston Baty, mise en scène de Gaston Baty, au théâtre Montparnasse[33].
- 1940 : Phèdre, tragédie en cinq actes de Racine, au théâtre Montparnasse-Gaston Baty, dans le rôle de Panope[34]
- 1943 : Duo, de Paul Géraldy, d’après le roman de Colette, au théâtre des Ambassadeurs.
- 1944 : Le Grand Poucet, conte en trois actes de Claude-André Puget, mise en scène de Gaston Baty, au théâtre Montparnasse, dans le rôle de Martoune[35].
- 1947 : Electra, d'après Eugene O'Neill, mise en scène de Marguerite Jamois.
- 1947 : L'Archipel Lenoir, comédie en deux parties d'Armand Salacrou, créée au théâtre Montparnasse[36].
- 1952 : La Puce à l'oreille, de Georges Feydeau, mise en scène de Georges Vitaly.
- 1953 :  Le Diable à quatre, pièce de Louis Ducreux, créée au théâtre Montparnasse.
- 1953 : La Puce à l'oreille, de Georges Feydeau, au théâtre Montparnasse[37], dans le rôle d'Olympe.
- 1954 : Clérambard, pièce de Marcel Aymé, reprise, première représentation le 1er mai 1954 à la Comédie des Champs-Élysées, mise en scène de Claude Sainval, dans le rôle de Madame Galuchon.
- 1955 : La petite maison de thé, de John Patrick, au théâtre Montparnasse, mise en scène de Marguerite Jamois.
- 1956 : Mille et quatre de Simon Gantillon, mise en scène de Simon Gantillon.
- 1958 : Les Murs de Palata, d'Henri Viard, au théâtre du Vieux-Colombier, mise en scène de Georges Douking ; dans le rôle de la mère[38].
- 1961 : L'Homme au parapluie, de Pol Quentin, au théâtre des Célestins[39].
- 1968 : Les Œufs de l'autruche, comédie d’André Roussin, création au théâtre du Grand Casino de Vichy.

## Filmographie

### Cinéma
- 1948 : Les Dernières Vacances de Roger Leenhardt[11] : Emma[10], la bonne.
- 1949 : Le Point du jour de Louis Daquin : la mère Gohelle.
- 1957 : La Garçonne de Jacqueline Audry.

### Télévision
- 1955 : Les Enquêtes de l'inspecteur Ollivier : La boite de pastille, réalisation Georges Cravenne, scénario Nino Frank[40]
- 1959 : Les Murs de Palata de Henri Viard, production RTF, réalisateur: Jacques-Gérad Cornu, dans le rôle de la mère.

## Publications
- 1936 :  L'Aventurier aux beaux yeux, Fayard, Paris, Collection « Le Livre populaire », no 332 (BNF 32014164).
- 1937 : Deux cœurs brûlés, Fayard, Paris (BNF 32014165).